# Journal of Environmental Pathology, Toxicology and Oncology
Das Journal of Environmental Pathology, Toxicology and Oncology, abgekürzt J. Environ. Pathol. Toxicol. Oncol., ist eine wissenschaftliche Fachzeitschrift, die vom Begell-House-Verlag veröffentlicht wird. Die Zeitschrift ist das offizielle Publikationsorgan der International Society for Environmental Toxicology and Cancer und erscheint derzeit mit vier Ausgaben im Jahr. Es werden Arbeiten veröffentlicht, die sich mit der Frage der Krebsentstehung in Mensch und Tier beschäftigen.
Der Impact Factor der Zeitschrift lag im Jahr 2018 bei 1,241.